# Guy Moll
Guillaume Laurent »Guy« Moll, alžirski dirkač, * 28. maj 1910, Alžirija, † 15. avgust 1934, Pescara, Italija.

## Življenjepis
Guy Moll se je rodil 15. avgusta 1934 španski materi in francoskem očetu. Leta 1932 je po končanem študiju sodeloval na lokalni dirki Lorraine-Dietrich. Marcel Lehoux, ki je videl njegovo vožnjo, je v njem takoj videl naravno talentiranega dirkača in mu pomagal v nadaljnji karieri. V sezoni 1932 ga je prijavil na alžirski dirki za Veliko nagrado Orana, kjer je Moll z dirkalnikom Bugatti T35C povedel, toda odstopil zaradi okvare dirkalnika. Odstopil je tudi na naslednji dirki za Veliko nagrado Casablance, nato pa je dosegel tretje mesto na Veliki nagradi Marseilla.
Zaradi premožnih staršev si je Moll lahko privoščil nakup dirkalnika Alfa Romeo Monza v sezoni 1933, toda sezono je začel s starim Bugattijem, s katerim je na dirki Grand Prix de Pau, ki jo je zaznamovalo sneženje, zasedel drugo mesto. Z novim dirkalnikom je nato dosegel drugo mesto na dirki za Veliko nagrado Nîmesa in peto mesto na Veliki nagradi Francije. Dosegel je še druga mesta na dirkah za Veliko nagrado Nice, Commingesa in Marseilla, sezono pa je končal z drugim mestom na Veliki nagradi Italije.
Pred sezono 1934 je prestopil v Ferrari, kjer je bil nad njim zelo navdušen Enzo Ferrari. Z novim moštvom je debitiral na Veliki nagradi Monaka, kjer je presenetljivo zmagal. Nadaljeval je z drugim mestom na Veliki nagradi Tripolija, zmago na AVUS-u, tretje mestu na Veliki nagradi Francije, drugem mestu na Grand Prix de la Marne in drugem mestu na dirki Coppa Ciano. Na dirki Coppa Acerbo v Pescari je na ravnini Montesilvano Mollov dirkalnik zajel sunek vetra zaradi česar je izgubil kontrolo nad dirkalnikom, zadel v kanal in se večkrat prevrnil. 24-letni Guy Moll je umrl kmalu po nesreči.